# 菌根
菌根（きんこん、英: mycorrhiza）は、維管束植物の根に菌類が侵入し、定着、共生して形成された構造である（図1）。菌根を構成する菌類は、菌根菌とよばれる。ほとんどの維管束植物は菌根を形成し、また根をもたないコケ植物にもしばしば同様の共生関係が見られる。菌根は19世紀になって認識されるようになり、ドイツのアルバート・ベルンハルト・フランクによってギリシア語の菌（mykes）と根（rhiza）から菌根（ドイツ語: mykorrhiza）と名付けられた。また20世紀中頃には、この共生が植物に利益を与えるものであることが明らかとなった。
菌根は、その構造や宿主・菌根菌の分類群に応じてアーバスキュラー菌根や外生菌根、ツツジ型菌根、ラン型菌根などいくつかの型に類別されている（図1）。一般的に菌根において植物と菌根菌は相利共生関係にあり、植物から菌根菌へは光合成でつくられた有機物（糖など）が供給され、菌根菌から植物へは土壌から吸収した窒素やリンなどの無機栄養分や水が供給される。また、菌根菌によって、病原菌からの保護、重金属などのストレスに対する耐性が植物に付与されることもある。一方で植物が光合成をせず、炭素源を含むほとんどの栄養を菌根菌に依存していることもあり（植物が菌に寄生または片利共生）、このような植物は菌従属栄養植物（腐生植物）とよばれる。また、同一環境に生育する植物はしばしば菌根菌を介してつながっており（菌根菌ネットワーク）、さまざまな物質が輸送されている。古生代デボン紀の陸上植物の大型化石からは、既に現生の菌根に似た構造が見つかっており、陸上植物の誕生・進化には菌根の存在が重要であったことを示唆している。

## 機能

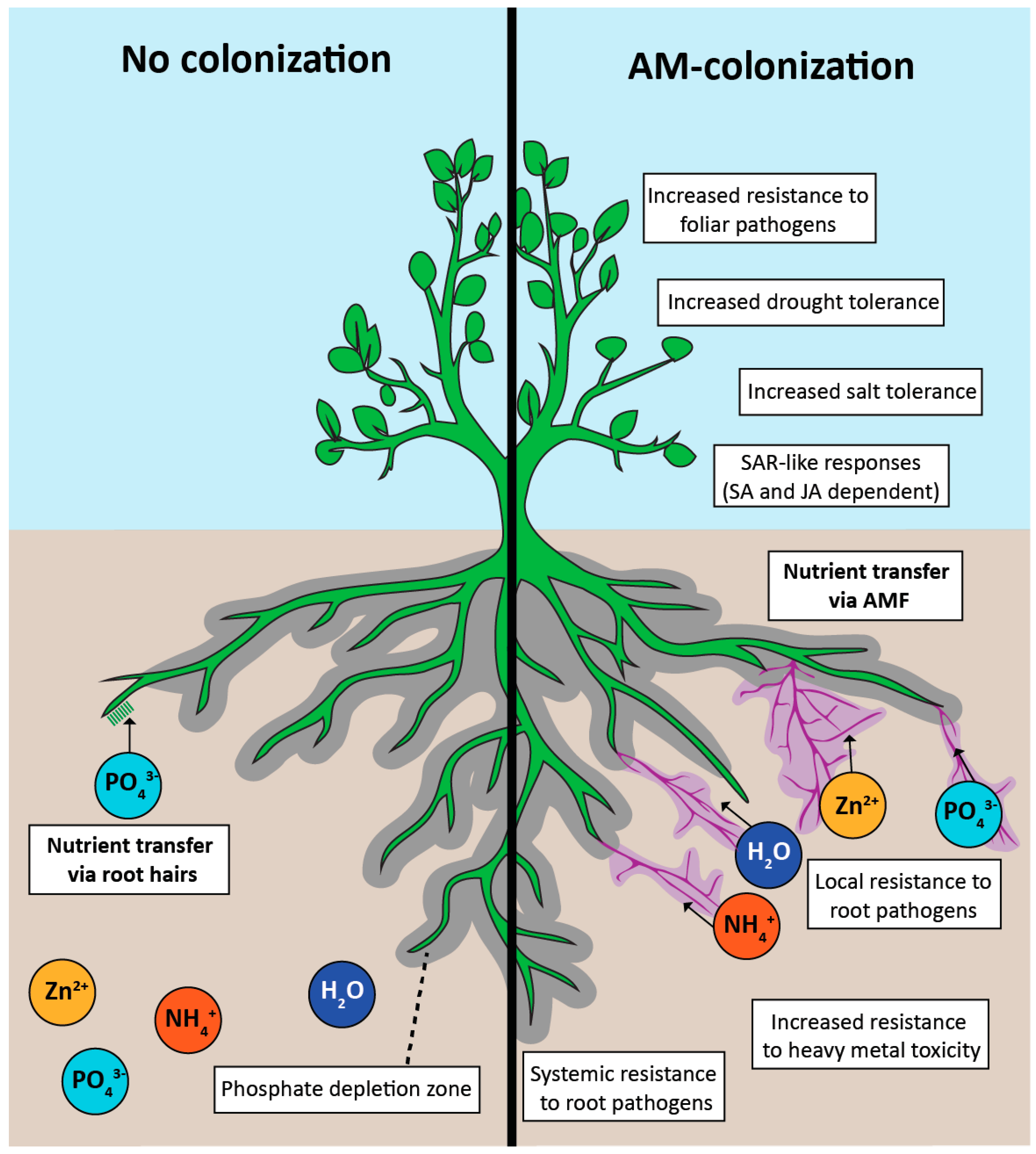
2a. アーバスキュラー菌根の存在による植物にとっての利点（右）:（上から）葉の寄生生物への耐性向上、乾燥耐性の向上、塩耐性の向上、全身獲得抵抗性様の反応、栄養分の転送、根の寄生生物への局部抵抗性、重金属耐性の向上、根の病原生物への全身抵抗性。根の周囲の灰色はリン欠乏域、紫色は菌根菌の菌糸を示す。

維管束植物の大部分の種（約90%ともされる）は、菌根を形成する。一般的に菌根では、菌根菌が水や無機栄養分（窒素、リンなど）を植物に供給し、植物は光合成産物に由来する糖や脂質を菌根菌に供給することで相利共生関係が成立している。菌根菌の菌糸は根から土中に伸長し、根や根毛に比べてはるかに遠距離まで密に張り巡らされるため、水や無機栄養分を効率的に吸収することができる（図2a）。菌根菌は、植物の成長に必要な窒素の80%、リンの100%を供給していることもある。一方で植物は、光合成産物の20%を菌根菌に供給している例もある。また菌根菌は、病原菌や環境ストレスに対する耐性を植物に付与することもある。このため、菌根菌の存在による菌根の形成は、ふつう植物の成長を促進する（図2b）。

2b. 菌根菌を含まない（左）または含む（右）条件で育てたマツ

上記のように植物の生育は菌根に大きく依存しており、有用植物の生育にも大きく影響する。例えばトウモロコシ（イネ科）を栽培する際に、コムギ（イネ科）やダイズ（マメ科）など菌根（アーバスキュラー菌根）をもつ作物の栽培後では問題なく生育するが、ダイコン（アブラナ科）やテンサイ（ヒユ科）、ソバ（タデ科）など菌根をもたない作物の栽培後では生育が悪くなる。これは菌根をもたない作物を栽培した土地では土壌中に菌根菌（アーバスキュラー菌根菌）が少なくなったためであると考えられている。また、19世紀のころ、オーストラリアにマツの種子を蒔いても育たなかったが、英国から運ばれた鉢植えのマツの苗を植えるとその土地でもよく育った。これはオーストラリアにはマツに適合する菌根菌（外生菌根菌）がいなかったが、鉢植えの苗には菌根菌が付随していたためであると考えられている。このように有用植物の成長は菌根における菌類に大きく影響されるため、農林業にも広く応用されている。
上記のように菌根における植物と菌根菌の関係は基本的に相利共生であるが、植物と菌根菌との組み合わせや環境条件によっては植物の生育が抑制されることもある。また、菌根をもつ植物の中には、光合成をせず、炭素源を含むほとんどの栄養源を菌根菌から得ているものがあり、このような植物は菌類に寄生しているとも解釈される。このような植物は腐生植物（saprophyte, saprophytic plant）とよばれていたが、これらの植物は自ら植物遺体など有機物を分解して栄養を得ている（腐生性）わけではなく、菌根菌から栄養を得ているため、2020年現在では菌従属栄養植物（mycoheterotrophic plant）とよばれることが多い。菌従属栄養植物が得る炭素源の起源は、菌根菌が別の植物と菌根を形成してその光合成産物を利用する場合と、菌根菌が植物遺体などを分解して得たものを利用する場合がある。菌従属栄養植物には、苔類（Aneura mirabilis）、裸子植物（Parasitaxus usta）、ラン科（オニノヤガラ、ツチアケビなど）、ヒナノシャクジョウ科、ホンゴウソウ科、ツツジ科シャクジョウソウ亜科などに見られる。また、ヒカゲノカズラ目の一部やハナヤスリ亜綱の配偶体も光合成を行わない菌従属栄養であることが知られている。さらにサクラジマハナヤスリ（ハナヤスリ科）やキンラン（ラン科）、ベニバナイチヤクソウ（ツツジ科）などは植物体自身で光合成を行うが、炭素源を部分的に菌根菌から得ている例（部分的菌従属栄養植物、混合栄養植物）も知られている。

## 構造とタイプ
菌根の構造は多様であり、これに基づいてタイプ分けされている。菌根において菌根菌の菌糸が根の表面を覆う組織を形成することがあり、このような組織は菌鞘（マントル; fungal sheath, fungal mantle）とよばれる。また、菌糸は根の表皮や皮層の細胞間隙に侵入するが、外生菌根などでは細胞間隙の菌糸が分枝発達してハルティヒネット（Hartig net）とよばれる構造が形成される（根の横断面では植物細胞間に充満して網状になる）。菌糸が根の表皮や皮層の細胞内（細胞壁と細胞膜の間）に侵入し、栄養交換用の特殊な構造（樹枝状体、菌糸コイルなど）を形成することも多い。また、いずれの場合も菌根から菌糸が土壌中へ長く伸びており（外菌糸、外生菌糸、根外菌糸）、無機栄養分（窒素、リンなど）や水を吸収している。このような菌糸が別の植物の菌根とつながっていることもあり、菌根菌を介したつながりである菌根ネットワーク（菌根菌ネットワーク; mycorrhizal network, mycelial network）を介して糖などの物質が輸送されている。
上記のように菌根の構造は極めて多様である。古くは菌糸が根の外側を覆う外生菌根と菌糸が細胞内に侵入する内生菌根に分けられていたが、外生菌根と内生菌根の中間的なものが存在すること、内生菌根とよばれるものの中に複数のタイプが存在することが明らかとなり、このような区分はあまり使われなくなった。2022年現在では、ふつう主にその構造に基づき、また植物や菌類の種類を考慮して以下のようにいくつかの型に類別される。
| 菌根のタイプ           | 菌鞘 | 植物細胞間の菌糸 | 植物細胞内の菌糸 | 植物群                                                                      | 菌群                           |
| ---------------------- | ---- | ---------------- | ---------------- | --------------------------------------------------------------------------- | ------------------------------ |
| アーバスキュラー菌根   | なし | 単純な菌糸       | 樹枝状体         | 多くの陸上植物                                                              | グロムス類                     |
| 外生菌根               | あり | ハルティヒネット | なし             | マツ科、ブナ科、カバノキ科、フタバガキ科、 フトモモ科、ナンキョクブナ科など | 担子菌、子嚢菌、アツギケカビ目 |
| 内外生菌根             | あり | ハルティヒネット | 菌糸コイル       | マツ属、カラマツ属                                                          | 子嚢菌                         |
| イチヤクソウ型菌根     | あり | ハルティヒネット | 菌糸コイル       | ツツジ科（イチゴノキ亜科、イチヤクソウ亜科）                                | 担子菌、子嚢菌                 |
| シャクジョウソウ型菌根 | あり | ハルティヒネット | 菌糸ペグ         | ツツジ科（シャクジョウソウ亜科）                                            | 担子菌                         |
| ツツジ型菌根           | なし | 単純な菌糸       | 菌糸コイル       | ツツジ科（ツツジ亜科、スノキ亜科など）                                      | 子嚢菌（担子菌）               |
| ラン型菌根             | なし | 単純な菌糸       | ペロトン         | ラン科                                                                      | 担子菌（子嚢菌）               |

### アーバスキュラー菌根
アーバスキュラー菌根（arbuscular mycorrhiza, AM）では、根から菌糸が伸びているが、根の外見はほとんど変化していない（下図3b）。菌根菌は根の細胞内に侵入し、栄養交換用の構造として細かく分枝した樹枝状体（アーバスキュル、arbuscule）をつくる（下図3a, c）。また、ときに栄養貯蔵用の構造として丸く膨らんだ嚢状体（ベシクル、vesicle）を形成する（下図3a, c）。このため古くはVA菌根（vesicular-arbuscular mycorrhiza）とよばれていたが、嚢状体を形成しないこともあるため、2022年現在ではふつうアーバスキュラー菌根とよばれる。最も普遍的な菌根であり、維管束植物の約80%に見られるともされる。維管束植物の胞子体（通常時の体）だけではなく、シダ植物の配偶体（前葉体）やコケ植物もアーバスキュラー菌根に相当する構造が見られる。菌根菌は接合菌に分類されていたグロムス類（グロムス門またはケカビ門グロムス亜門）であり、この菌類は植物と共生しなければ生きられない絶対共生性である。ただし系統的にやや異なるケカビ亜門のアツギケカビ類も類似した菌根を形成することがあり、これと混同されていることもある（#ファインエンドファイトを参照）。宿主植物と菌根菌との種特異性は低く、ある植物には複数のグロムス菌が共生可能であり、またあるグロムス類はさまざまな植物と共生する。
植物ホルモンであるストリゴラクトンはグロムス類を誘引し、グロムス類が分泌する Mycファクター（リポキチンオリゴサッカロイド, LCO）を植物側が認識する。グロムス類は植物からグルコースや脂質を取り込み、無機栄養分（特にリン）や水を供給する。また、病害や環境ストレスへの抵抗性を高めることもある。このようにアーバスキュラー菌根における植物と菌根菌の関係は基本的に相利共生であるが、ホンゴウソウ科やヒナノシャクジョウ科の植物は光合成能を欠く菌従属栄養植物であり、アーバスキュラー菌根菌を介して別の植物の光合成産物を得ている。また、ヒカゲノカズラ目（小葉類）の一部やマツバラン目、ハナヤスリ目（ハナヤスリ亜綱）の配偶体（前葉体）も光合成能を欠き、アーバスキュラー菌根菌を介して栄養を得る菌従属栄養性である。これらは胞子体になると自身で光合成を行うが、サクラジマハナヤスリでは光合成を行う胞子体になっても菌根菌から炭素源を得る部分的菌従属栄養植物であることが明らかとなっている。

### 外生菌根
外生菌根（外菌根; ectomycorrhiza, EcM）では、菌糸が細根を覆って菌鞘を形成し、また根の表皮や皮層の細胞間で発達した菌糸からなるハルティヒネットをもつ（下図4a, b）。菌糸は細胞内に侵入せず、ハルティヒネットにおいて物質交換が行われる（下図4c）。マツ科、ブナ科、カバノキ科、ヤナギ科、フタバガキ科、フトモモ科、ナンキョクブナ科など森林において優占する樹木に典型的であるが、一部の草本にも見られる。外生菌根菌となる菌類は極めて多様であり、担子菌、子嚢菌、アツギケカビ類（ケカビ門）に属し、数万種に達するとも考えられている。菌根菌には特定の植物群と共生するものもいるが（例: マツタケ）、さまざまな科の植物と共生する例もある。また、外生菌根を形成する木本は、ふつう多数の種の外生菌根菌と共生している。
外生菌根を形成する植物の分類群は比較的限られているが（種数で約2%）、森林において優占する樹種が多いため、森林生態系での外生菌根のバイオマスは大きく、その物質循環における重要な要素となる。根において吸収能がある部分のほとんどは菌鞘によって覆われており、水や無機栄養分の吸収はほとんど外生菌根菌が担っている。菌根菌はハルティヒネットを通じて水や無機栄養分を植物に供給し、グルコースなどを植物から受け取る。病原生物からの保護や重金属耐性の向上をもたらすこともある。

### 内外生菌根
内外生菌根（ectendomycorrhiza, EEM）は、外生菌根と同様に菌鞘、ハルティヒネットを形成するが、根の表皮や皮層細胞内に菌糸が侵入する点で区別される。外生菌根の一型とされることもある。通常は外生菌根を形成するマツ科のマツ属とカラマツ属に見られることがある。子嚢菌の Wilcoxina、Sphaerosporella（チャワンタケ綱）、Cadophora（ズキンタケ綱）、Chloridium（フンタマカビ綱）が内外生菌根菌となるが、これらの菌類はマツ科植物に外生菌根を形成することもある。

### イチヤクソウ型菌根
イチヤクソウ型菌根はアーブトイド菌根（アーブトイド型菌根 arbutoid mycorrhiza）ともよばれ、菌鞘、ハルティヒネット、および植物表皮細胞内の菌糸コイルによって特徴づけられる（下図5a）。内外生菌根に似るが、宿主植物や菌根菌が異なる。ツツジ科のイチゴノキ亜科とイチヤクソウ亜科に見られるが、後者の方が細胞内の菌糸が発達するため、pyroloid mycorrhiza としてわけることもある。またいずれも、外生菌根の一型とされることもある。他の植物との間で外生菌根を形成する担子菌や子嚢菌が、これらの植物との間ではイチヤクソウ型菌根を形成する。植物の菌に対する特異性は低いと考えられている。イチゴノキ亜科の植物は、北米やヨーロッパにおける亜寒帯から温帯沿岸域の植生で重要な要素となっている（下図5b）。イチヤクソウ型菌根を形成する植物は自身で光合成を行うが、そのうちイチヤクソウ類は菌根菌から（正確にはその菌根菌が外生菌根を形成している別の植物から）も有機物を得ている部分的菌従属栄養植物であることが知られている（下図5c）。

### シャクジョウソウ型菌根
シャクジョウソウ型菌根はモノトロポイド菌根（モノトロポイド型菌根 monotropoid mycorrhiza）ともよばれ、イチヤクソウ型菌根と同様に菌鞘とハルティヒネットをもち、また菌糸が植物表皮細胞内に侵入して菌糸ペグ（hyphal peg, fungal peg）とよばれる構造を形成する（下図6a, b）。外生菌根の一型とされることもある。根系全体が塊状でほとんど分岐していない。宿主となる植物はツツジ科のシャクジョウソウ亜科に属し、全て光合成能を欠く菌従属栄養植物（腐生植物）である（下図6c）。そのためこれらの植物は有機物も菌根菌に依存しており、また種子も微小であるため発芽にも菌根菌との共生が必要であると考えられている。担子菌ハラタケ綱のキシメジ属（ハラタケ目）、チャハリタケ属（イボタケ目）、ショウロ属（イグチ目）、Gautieria（ラッパタケ目）などが菌根菌となるが、これらの菌類はいずれも他の植物と外生菌根も形成し、シャクジョウソウ亜科の植物はこれらの菌根菌を介して他の植物の光合成産物を得ている。それぞれの植物における菌根菌の種特異性は極めて高い。

### ツツジ型菌根
ツツジ型菌根はエリコイド菌根（エリコイド型菌根 ericoid mycorrhiza）ともよばれ、ツツジ科のツツジ亜科、イワヒゲ亜科、ジムカデ亜科、エパクリス亜科、スノキ亜科の hair root (直径0.1ミリメートル以下の非常に細い根）の表皮細胞に菌糸が侵入して菌糸コイルを形成する（下図7a, b）。主に子嚢菌の Rhizoscyphus、Meliniomyces、Cairneyella、Gamarada、Oidiodendron（ズキンタケ綱）が菌根菌となるが、担子菌のロウタケ属（ハラタケ綱）が菌根菌となることもある。一般的にツツジ型菌根の菌根菌は有機物分解能をもち（下図7c）、有機物分解によって得られた無機栄養分を植物に供給する。また、植物に耐酸性や重金属耐性を付与することが知られている。ツツジ型菌根をもつ植物の生育環境は多様であり、高山や泥炭地など厳しい環境にも生育し、酸性土壌のヒースなどの重要な構成要素となるものもいる（下図7d）。

### ラン型菌根
ラン型菌根（ラン菌根; orchid mycorrhiza）では、菌糸が根の細胞に侵入し毛糸玉状の構造を形成し、この構造はペロトン（peloton）ともよばれる（下図8a, b）。ラン科の植物に特異的に見られる菌根であり、担子菌ハラタケ綱の Ceratobasidium、Thanatephorus、Tulasnella（アンズタケ目）、ロウタケ属（ロウタケ目）、イボタケ属、ラシャタケ属（イボタケ目）、ベニタケ属（ベニタケ目）などが菌根菌となる。また、他の植物と外生菌根を形成する子嚢菌であるセイヨウショウロ属（チャワンタケ綱）もラン型菌根から報告されている。
ラン科の植物は、菌根菌に強く依存して生活している。細胞中で菌根菌はペロトンを形成するが、やがてペロトンは分解され、この分解物がランによって利用されている（つまりランが菌を"食べる"）可能性も示唆されている。特にランの種子は極めて小さく胚乳をもたないため自身のみでは発芽できず、菌根菌と共生して有機物を含む栄養分を得ることによって初めて発芽（共生発芽 symbiotic germination）し、プロトコームとよばれる状態を経て幼植物が成長する（下図8c）。成長した植物体でも、根や地下茎で菌根菌と共生した状態（ラン型菌根）が維持される。
ラン科には光合成能を欠く種が比較的多く知られているが（無葉緑ラン、腐生ランとよばれる）、これらは菌根菌から有機物を含む栄養を得て生きる菌従属栄養植物（腐生植物）である。このような植物はラン型菌根菌から有機物を得ているが、その有機物の由来については菌根菌の種類によって2つの経路があることが知られている。1つはラン型菌根を形成すると共に木本と外生菌根を形成する菌根菌が、木本の光合成由来の有機物をランに供給する経路である（下図8d）。もう1つはナラタケ属、クヌギタケ属、キララタケ属（ハラタケ目）など腐生性の菌類が菌根菌となっている場合であり、菌が植物遺体など有機物の分解で得た栄養源を植物が得ている経路である（下図8e）。いずれも、植物側が一方的に利益を得ている片利共生または寄生的な関係であると考えられている。また、ランの中には、自身で光合成するものの菌根菌から部分的に有機物を得ている例（部分的菌従属栄養植物、混合栄養植物）があることも知られており、キンランやシュンランなどがその例として挙げられる（下図7f）。

### その他
菌根の主なタイプとしてはふつう上記の7つが挙げられるが、他にも特異な菌根タイプがいくつか知られている。また、慣習的に菌根菌として扱われないが、特に根に共生する内生菌（エンドファイト）も存在する。

#### エントローマ菌根

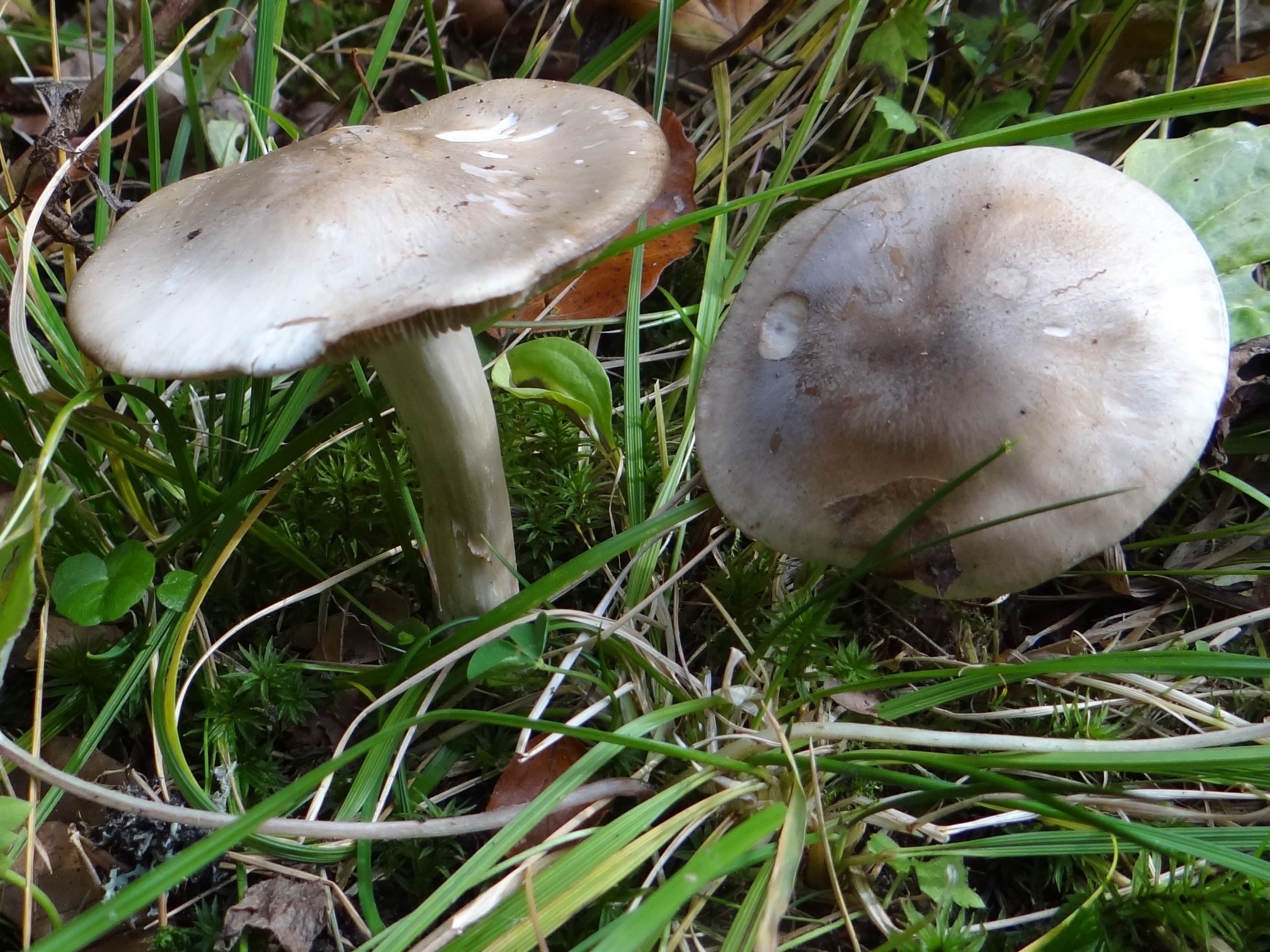
9. ハルシメジ

エントローマ菌根（ハルシメジ型菌根）は、バラ科やニレ科の植物と担子菌のハルシメジ類（ハラタケ目; 図9）の間で形成される。細根の先端部に形成され棍棒状または先端が球形になり、根の先端の植物組織（根冠、根端分裂組織、表皮、皮層）が消失、この部分に菌糸が侵入する。このように菌類は寄生的にふるまうが、樹勢には影響しない。菌類の子実体形成時の短期間だけに多く見られることが知られている。

#### キャベンディッシオイド菌根

10. キャベンディッシオイド菌根の透過型電子顕微鏡像: 菌鞘 (HM)、ハルティヒネット (HN)、細胞中の菌糸 (iH)、皮層 (R)、中心柱 (Lz)

キャベンディッシオイド菌根（cavendishioid mycorrhiza）は、中南米のツツジ科スノキ亜科の Cavendishia などに見られる菌根である。スノキ亜科で一般的なツツジ型菌根と同様に細い根（hair root）の表皮細胞中に菌糸コイルを形成するが、菌鞘やハルティヒネットを形成する点で異なる（図10）。菌根菌の多くはロウタケ目（担子菌門ハラタケ綱）であるが、子嚢菌ズキンタケ綱のものも報告されている。

#### ダークセプテート・エンドファイト
ダークセプテート・エンドファイト（dark septate endophyte, DSE）は、シダ植物を含む様々な植物の根に内生する特徴的な菌類である。根の細胞間または細胞内に伸びる菌糸は隔壁を有し細胞壁がメラニン化して暗色になり、また小菌核（小さな塊状の休眠構造）を形成する。系統的にはビョウタケ目（ズキンタケ綱）、プレオスポラ目、カプノジウム目（クロイボタケ綱）、カエトチリウム目、エウロチウム目（エウロチウム綱）、ボタンタケ目、フンタマカビ目、クロサイワイタケ目、マグナポルテ目、ミクロアスクス目、カエトスフェリア目（フンタマカビ綱）などに属する子嚢菌であることが報告されている。ダークセプテート・エンドファイトは様々な生態系、様々な植物から報告されているが、その生理的機能は必ずしも明らかではなく、宿主植物に対して相利共生的であるものから寄生的であるものまで報告されている。宿主植物に対して、可溶化や有機物分解による栄養塩の供給、病原菌からの保護、環境ストレスへの耐性が与えられると考えられている。

#### ファインエンドファイト
ファインエンドファイト（fine endophyte, FE; fine root endophyte, FRE）は、アーバスキュラー菌根菌に似るが、やや異なる特徴をもち、系統的に異なる菌類であることが明らかとなっている。直径 2マイクロメートル (µm) 以下と非常に細い無隔壁の菌糸をもち、典型的なアーバスキュラー菌根菌（グロムス類）よりも濃く染色される根の共生菌である。根の皮層の細胞内には樹枝状体が形成されるが、その主軸は細い。菌糸の先端または途中に直径 5–10 µm ほどの膨潤構造が形成されることがあり、嚢状体ともよばれるが、アーバスキュラー菌根菌の嚢状体よりも小さい。また、直径 20 µm 以下の胞子（グロムス類の胞子は 40–1000 µm）がごく稀に報告されており、最初は無色であるがのちに褐色になるとされる。この菌根菌はグロムス類と混同され、Glomus tenue とよばれていた。しかし2010年代後半以降、この菌根菌はケカビ亜門アツギケカビ目に属するものであることが示され、Planticonsortium tenue の名が提唱されている（ただし、ファインエンドファイト = Glomus tenue とされていた生物は、アツギケカビ類の中で系統的に多様であることも示されている。）。
上記のようにグロムス類と混同されることが多かったため、ファインエンドファイトの宿主範囲や生態的特徴は必ずしも明らかではない。ファインエンドファイトと典型的なアーバスキュラー菌根菌（‘coarse’ AMF とよばれた）を分けて扱っていた報告からは、ファインエンドファイトが世界中に分布しており、典型的なアーバスキュラー菌根菌と同様にイネ科、キンポウゲ科、マメ科、バラ科、サクラソウ科、オオバコ科、キク科など多様な植物を宿主としていることが示されている。シダ植物（リュウビンタイやゼンマイの配偶体、Anogramma leptophylla、トクサ属）、小葉類（ヒカゲノカズラ目）、ツノゴケ類、苔類でもおそらく同様な菌根菌共生が知られており（下記参照）、またアツギケカビ目はブナ科やフトモモ科、ナンキョクブナ科に外生菌根を形成することもある。農場においては、典型的なアーバスキュラー菌根菌と同程度またはより多く見られることもある。いくつかの研究では、ファインエンドファイトが宿主植物のリンの取り込みと成長を促進し、また典型的なアーバスキュラー菌根菌よりも環境ストレスに対する高い耐性を付与することが示唆されている。

#### コケ植物の菌根
コケ植物は根をもたないため厳密な意味の菌根はもたないが、しばしば葉状体や仮根に菌類が共生して類似した共生関係（mycorrhiza-like）が見られ、広義には菌根として扱われる。苔類のコマチゴケ綱やゼニゴケ綱では、アーバスキュラー菌根菌（グロムス類）またはアツギケカビ目（上記ファインエンドファイトを参照）による共生がしばしば見られ（下図11）、両者が同時に共生することもある。この共生はツボミゴケ綱のミズゼニゴケ亜綱とツボミゴケ亜綱の共通祖先で失われたと考えられ、代わりにこれらの苔類の中には担子菌または子嚢菌と共生するものが出現した。この共生では菌糸は細胞内に侵入して菌糸ペグ状の構造を形成し、特にジャンガーマンニオイド菌根（jungermannioid mycorrhiza）とよばれることもある。担子菌ではハラタケ綱のアンズタケ目ツラスネラ科やロウタケ目セレンディピタ科が共生菌として知られており、このような菌類を共生者とする苔類の中には、唯一の菌従属栄養性（光合成をせずに共生菌から栄養を得る）コケ植物である Aneura mirabilis もいる。また、子嚢菌ではツツジ科植物とツツジ型菌根を形成する Rhizoscyphus（ズキンタケ綱）が共生者となり、仮根の先端の膨潤部中に菌糸コイルを形成する。
ツノゴケ類でも、苔類のコマチゴケ綱やゼニゴケ綱と同様にアーバスキュラー菌根菌（グロムス類）またはアツギケカビ目による共生がしばしば見られ、両者が同時に共生することも多い。一方、蘚類はふつう非菌根性とされるが、必ずしも明らかではない。

## 菌根を欠く植物
維管束植物はふつう菌根をもち、90%以上の種で菌根が見られる。しかし菌根共生があまり見られない分類群も存在し、カヤツリグサ科、タデ科、ナデシコ科、スベリヒユ科、ヒユ科、アブラナ科などでは菌根をもたない種が比較的多い。また、コケ植物の蘚類でも、菌根菌共生の確実な例は知られていない（上記参照）。
寄生植物（半寄生植物を含む）や食虫植物、またクラスター根（下記参照）をもつ植物はそれぞれ無機栄養分獲得の特殊な手段をもっており、おそらくそのため菌根をもたない。ヤスデゴケ属（ツボミゴケ綱）、ヒトツバ属、ノキシノブ属（ウラボシ科）など他の植物上に生育する着生植物も菌根をもたないことがある。また、水中や塩湿地、極地、砂漠など特殊環境に生育する植物は菌根を欠くことが多い。

## 起源と進化

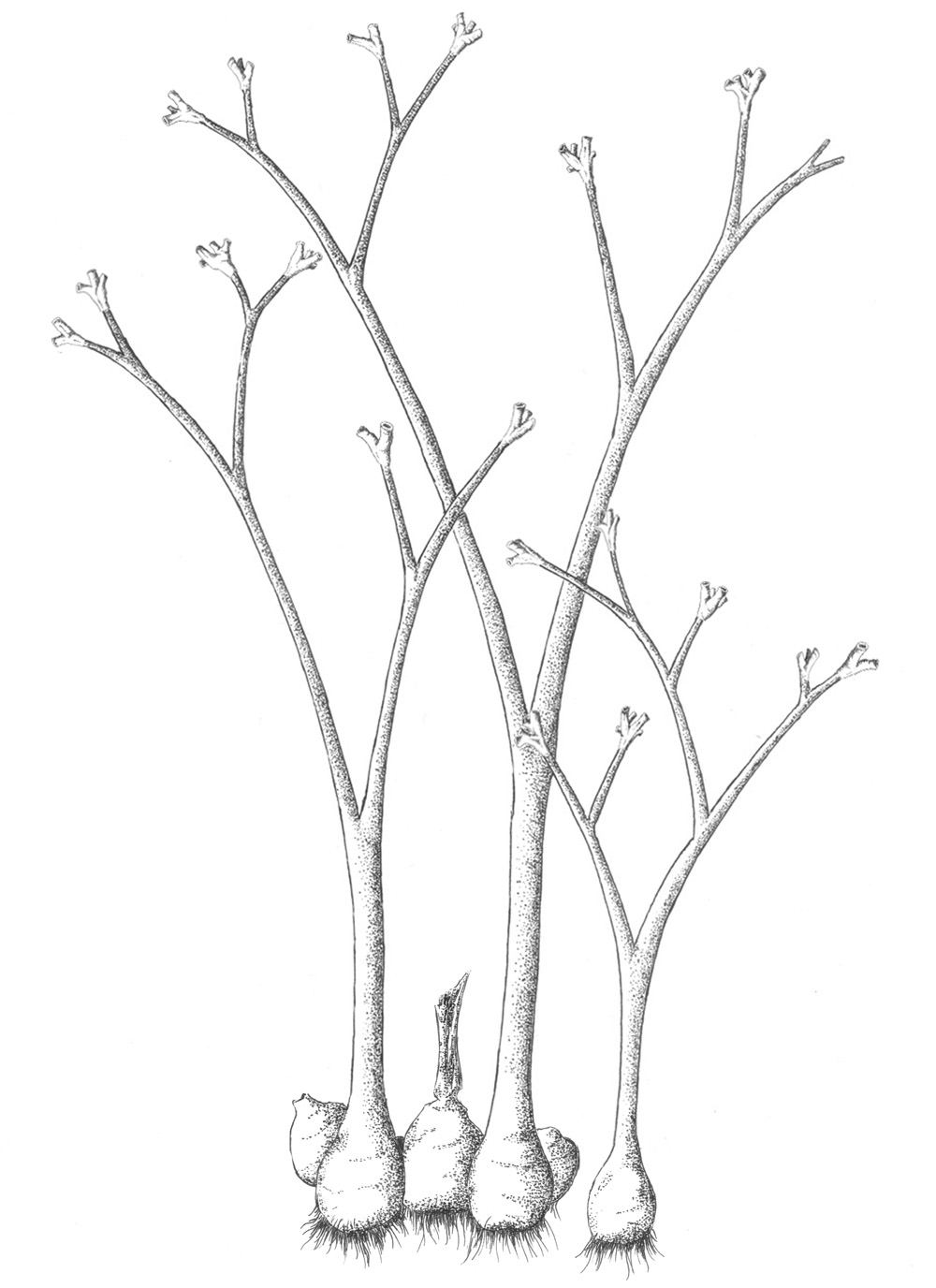
12. ホルネオフィトン（; デボン紀前期）の復元図: 現生植物の菌根と類似した構造をもつ。

アーバスキュラー菌根共生に用いられる遺伝子の少なくとも一部（DMI1, DMI3, IPD3）は陸上植物全体（コケ植物から被子植物）に存在することから、現生陸上植物の共通祖先が菌根共生のシステムをもち、これが陸上植物の起源・初期進化に重要であったことを示唆している。苔類やツノゴケ類のもつこのような遺伝子を被子植物に導入しても、菌根共生に機能することが示されている。
デボン紀前期（約4億年前）の陸上植物の最初期の大型化石であるアグラオフィトン（Aglaophyton）やホルネオフィトン（Horneophyton; 図12）からは、現在の菌根に似た構造（ただしこれらの植物は根をもたない）が見つかっており、このことも菌根共生が植物進化の極めて初期から存在していたことを支持している。詳細な観察からは、ホルネオフィトンの直立茎にはグロムス類が、地下茎にはアツギケカビ類が共生していたことが示唆されている。 
上記のように、陸上植物進化の極めて初期の段階でグロムス類やアツギケカビ類との共生が確立したと考えられており、現生陸上植物の中では、グロムス類との共生によるアーバスキュラー菌根は最も普遍的な菌根である。この祖先状態から外生菌根共生への変化が、さまざまな系統（マツ科、ブナ科など）において独立に起こったと考えられている。このような進化の中では、アーバスキュラー菌根共生と外生菌根共生を同時にもつ植物や、環境や成長に応じてこの2つの菌根共生が切り替わる例が知られている。またラン科、ツツジ科ではそれぞれ特異な菌根共生（それぞれラン型菌根、ツツジ型菌根）が獲得された。さらに菌根共生の消失もさまざまな系統で独立に起こっており、このような進化は、しばしば寄生やクラスター根など新たな栄養塩獲得様式の取得や着生・水生など生育環境の特殊化と関連している（上記参照）。

## 菌根に似た構造
植物が根の機能を強化するものとしては菌根以外にも以下のようなものが知られる。

### 根粒
根粒（根瘤、root nodule）は、根に窒素固定能をもつ細菌が共生して形成されたコブ状の構造である。根粒は菌根と混同されることがあるが、根粒における共生者は原核生物の細菌（バクテリア）であり、菌根における共生者が真核生物の菌類であるのとは全く異なる。生物の必須栄養素である窒素は窒素分子（N2）の形で大気中に大量に存在するが、植物を含む多くの生物はこれを直接利用することができない。根粒を形成する細菌は窒素分子を植物が利用可能なアンモニアに変換（窒素固定）することが可能であり、これを植物に供給し、一方で細菌は光合成産物を受け取る（下図13a）。根粒を形成する植物はマメ科（マメ目）がよく知られているが（下図13b, c）、他にもバラ目（グミなど）、ウリ目（ドクウツギなど）、ブナ目（ハンノキなど）などの一部も根粒を形成する（下図13d）。マメ目を含むこれらの目は単系統群を形成しており、窒素固定クレード（nitrogen-fixing clade）とよばれる。マメ科の根粒の共生者はプロテオバクテリア門に属するが、その他の植物では放線菌が共生者となっており、このような根粒は特にハンノキ型根粒や放線菌根 (actinorhiza) とよばれる（下図13d）。分子生物学的研究から、根粒形成のシステムはアーバスキュラー菌根形成のシステムをもとにしたものであることが明らかになっている。

### クラスター根

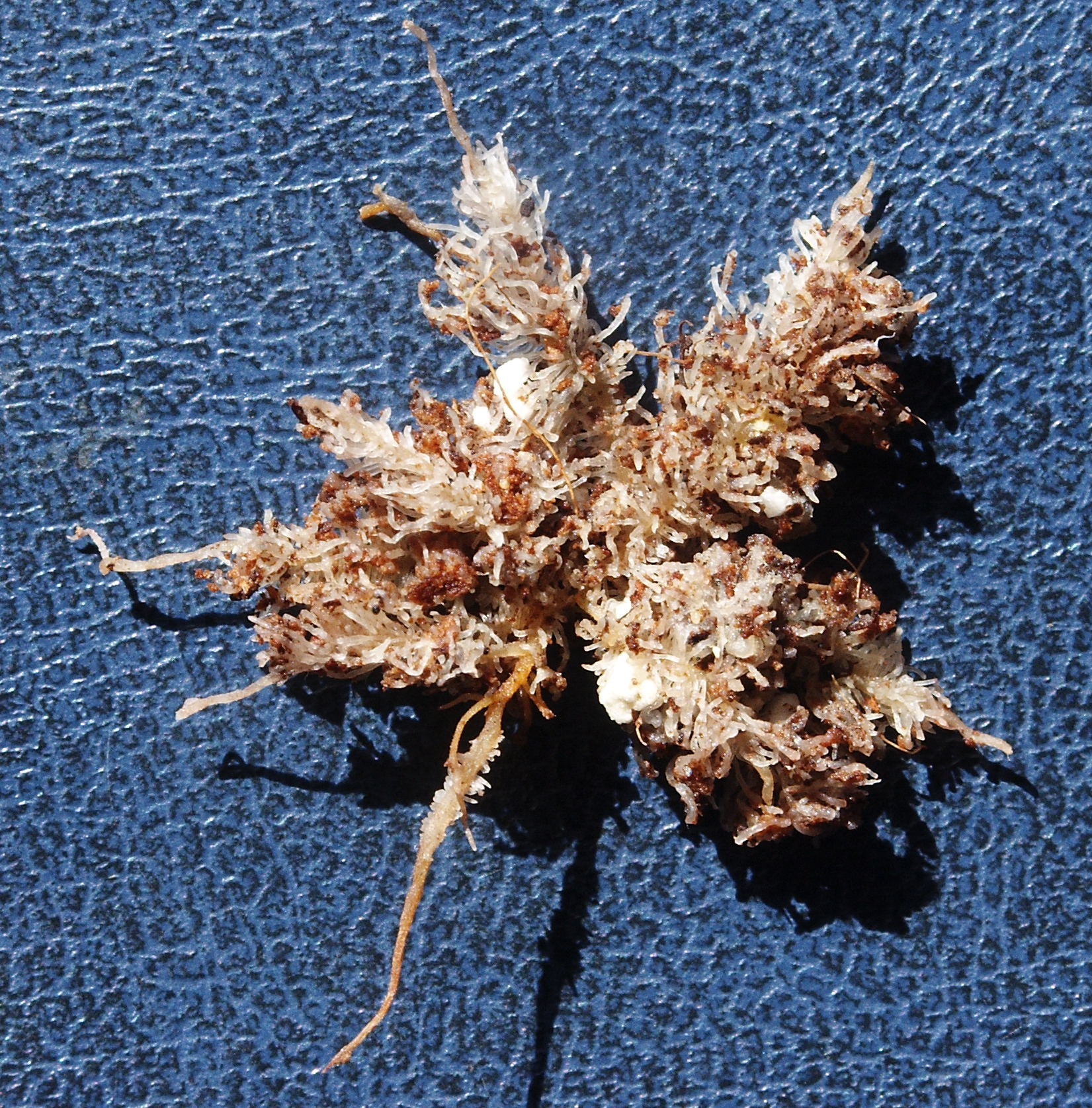
14. Leucospermum cordifolium（ヤマモガシ科）のクラスター根

クラスター根（cluster root）は、短い側根が密生して試験管ブラシ状になった根のことであり（図14）、表面積が広く有機酸や酸性ホスファターゼを分泌することによって難利用性リンを可溶化・吸収しやすくしている。クラスター根はリン欠乏条件で多く形成され、リン欠乏に対する適応戦略の1つであると考えられている。
当初は、このような根はヤマモガシ科（学名: Proteaceae）から見つかっていたため、その学名をもとにプロテオイド根（proteoid root）とよばれていたが、その後ヤマモモ科、クワ科、モクマオウ科、マメ科（特にアカシア属やルピナス属の一部）に属する一部の種にも同様な構造が知られるようになったため、形態的特徴（房状 cluster）からクラスター根（cluster root）とよばれるようになった。また、側根ではなく根毛が房状に形成されたダウシフォーム根（dauciform root）がカヤツリグサ科やイグサ科の一部に、同様のキャピラロイド根がサンアソウ科に見られ、これらもクラスター根と同様にリン吸収に適応したものであると考えられている。一般的に、このような房状の根をもつ植物は菌根を形成しないとされる。